# هاما آمادو
هاما آمادو (انگلیسی: Hama Amadou; ۳ مارس ۱۹۵۰ – ۲۳ اکتبر ۲۰۲۴) سیاست‌مدار اهل نیجر بود. وی از ۲۱ فوریه ۱۹۹۵ تا ۲۷ ژانویه ۱۹۹۶ و از ۱ ژانویه ۲۰۰۰ تا ۷ ژوئن ۲۰۰۷ نخست‌وزیر این کشور بود.
هاما آمادو در ۲۳ اکتبر ۲۰۲۴، بر اثر بیماری مالاریا در سن ۷۴ سالگی درگذشت.